# سافيلي
سافيلي (بالإيطالية: Savelli)‏ هي كومونا ومدينة في مقاطعة كروتوني، في قلورية، جنوب إيطاليا.